# Evropské filmové ceny

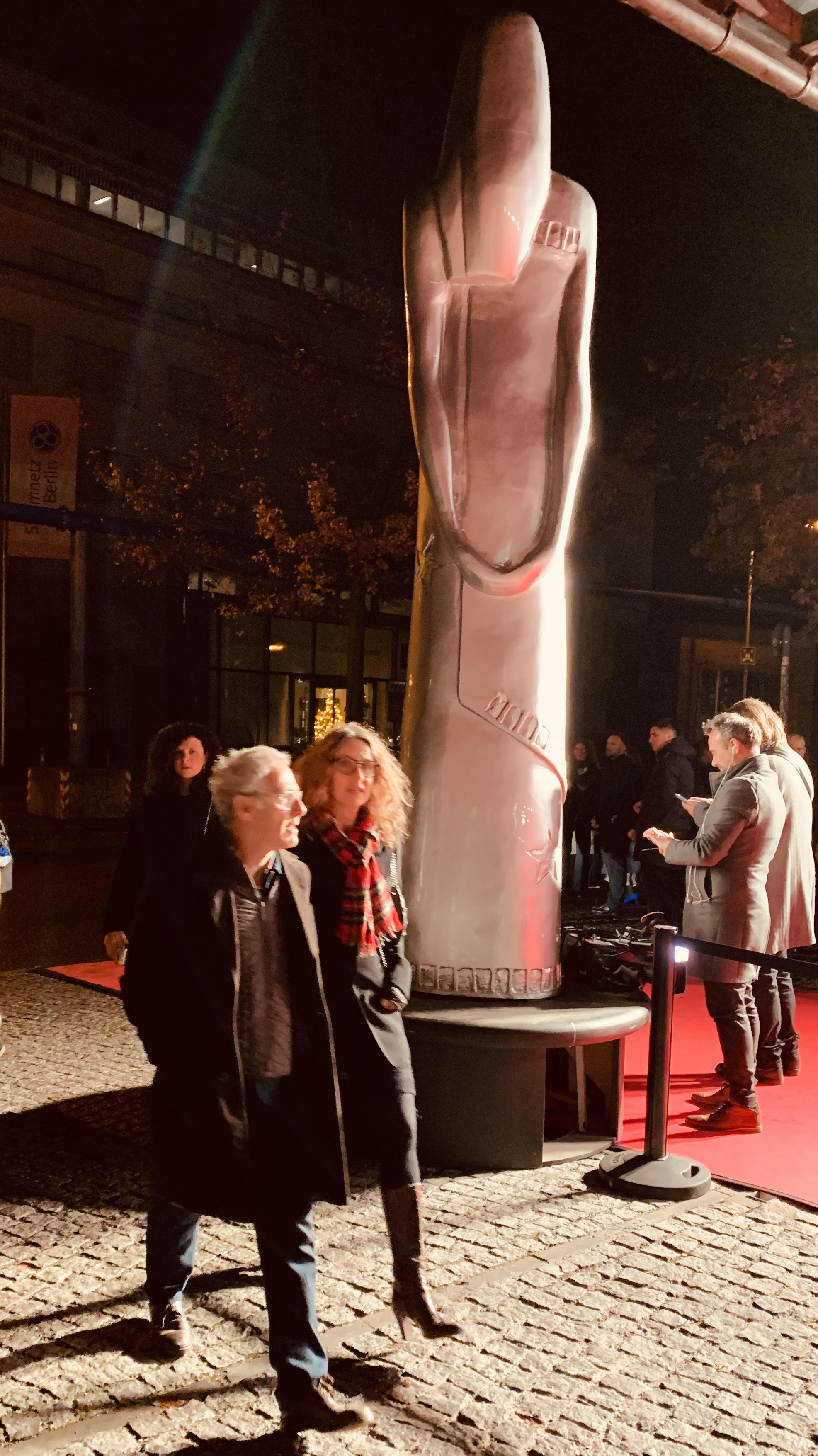
Evropské filmové ceny (2023)

Evropské filmové ceny (někdy přezdívané „evropští Oscaři“) jsou filmová ocenění udělovaná Evropskou filmovou akademií (EFA) každoročně od roku 1988. Původní název ocenění (do roku 1997) zněl Ceny Felix. Ze 40 nominovaných filmů, oznámených vždy na začátku listopadu, volí členové Evropské filmové akademie vítěze každoročně na začátku prosince. Evropská hostitelská města se střídají, ale první a nejvíce zastoupený byl Berlín. Ceny jsou udělovány ve více než deseti kategoriích, z nichž nejdůležitější je nejlepší film roku.

## Evropská filmová cena za nejlepší film

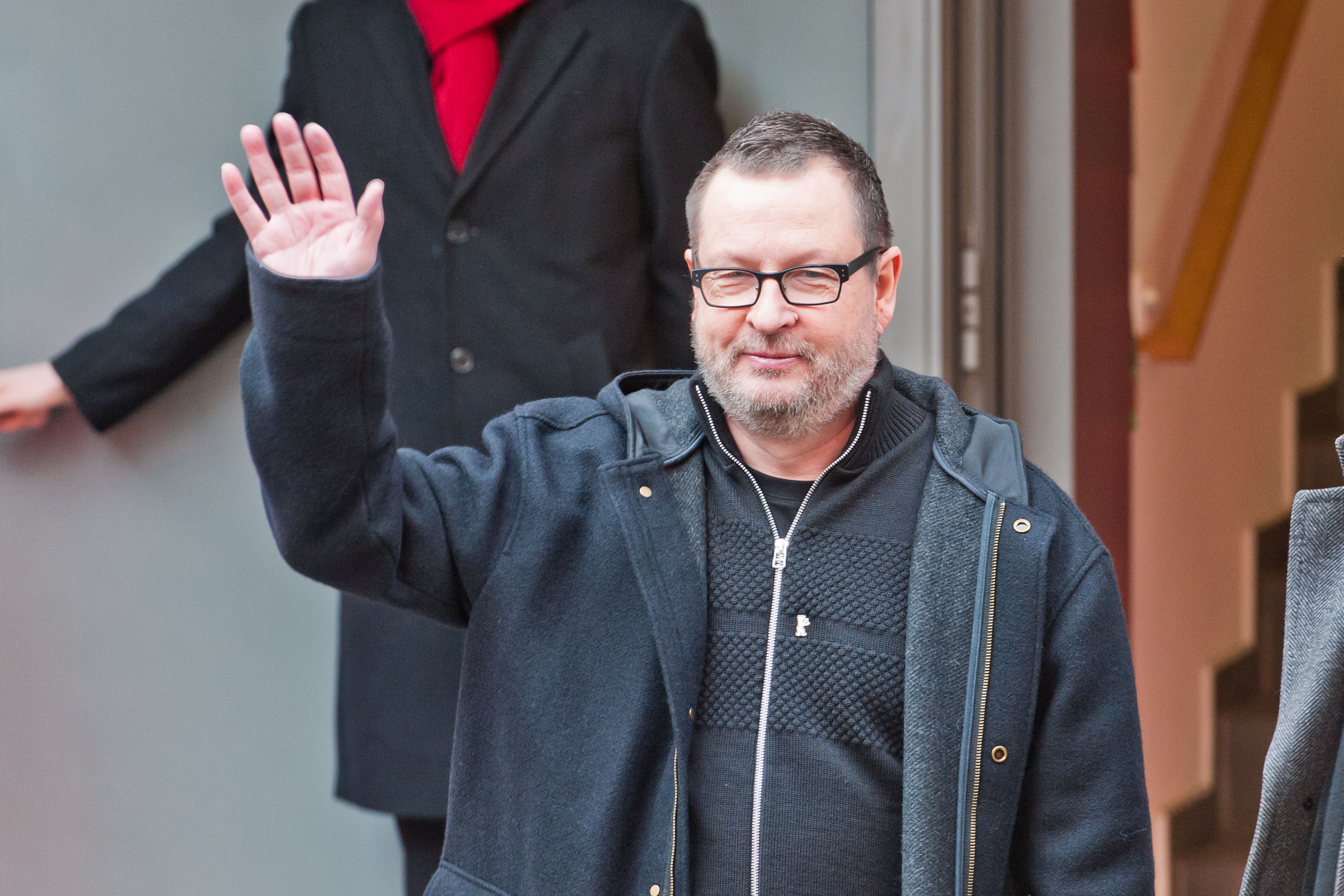
Lars von Trier (2014)

- 1988, Berlín –  Krzysztof Kieślowski za film Krátký film o zabíjení
- 1989, Paříž –  Theodoros Angelopoulos za film Krajina v mlze
- 1990, Glasgow –  Gianni Amelio za film Otevřené dveře
- 1991, Berlín –  Ken Loach za film Lůza
- 1992, Berlín –  Gianni Amelio za film Zloděj dětí
- 1993, Berlín –  Nikita Michalkov za film Unaveni sluncem
- 1994, Berlín –  Gianni Amelio za film Lamerica
- 1995, Berlín –  Ken Loach za film Země a svoboda
- 1996, Berlín –  Lars von Trier za film Prolomit vlny
- 1997, Berlín –  Peter Cattaneo za film Do naha!
- 1998, Londýn –  Roberto Benigni za film Život je krásný
- 1999, Berlín –  Pedro Almodóvar za film Vše o mé matce
- 2000, Paříž –  Lars von Trier za film Tanec v temnotách
- 2001, Berlín –  Jean-Pierre Jeunet za film Amélie z Montmartru
- 2002, Řím –  Pedro Almodóvar za film Mluv s ní
- 2003, Berlín –  Wolfgang Becker za film Good Bye, Lenin!
- 2004, Barcelona –  Fatih Akın za film Proti zdi
- 2005, Berlín –  Michael Haneke za film Utajený
- 2006, Varšava –  Florian Henckel von Donnersmarck za film Životy těch druhých
- 2007, Berlín –  Cristian Mungiu za film 4 měsíce, 3 týdny a 2 dny
- 2008, Kodaň –  Matteo Garrone za film Gomorra
- 2009, Bochum –  Michael Haneke za film Bílá stuha
- 2010, Tallinn –  Roman Polanski za film Muž ve stínu
- 2011, Berlín –  Lars von Trier za film Melancholia
- 2012, Valletta –  Michael Haneke za film Láska
- 2013, Berlín –  Paolo Sorrentino za film La grande bellezza
- 2014, Riga –  Paweł Pawlikowski za film Ida
- 2015, Berlín –  Paolo Sorrentino za film Mládí
- 2016, Vratislav –  Maren Adeová za tragikomedii Toni Erdmann[3]
- 2017, Berlín –  Ruben Östlund za film Čtverec
- 2018, Sevilla –  Paweł Pawlikowski za film Studená válka
- 2019, Berlín –  Jorgos Lanthimos za film Favoritka
- 2020, Berlín –  Thomas Vinterberg za film Chlast
- 2021, Berlín –  Jasmila Žbanićová za film Quo Vadis, Aida?
- 2022, Reykjavík –  Ruben Östlund za film Trojúhelník smutku
- 2023, Berlín –  Justine Triet za film Anatomie d’une chute